# Sylvano Comvalius
Sylvano Comvalius (ur. 10 sierpnia 1987 w Amsterdamie, Holandia) – holenderski piłkarz pochodzenia surinamskiego, grający na pozycji napastnika.

## Kariera piłkarska
Wychowanek klubów Diemen FC, AFC Ajax i FC Omniworld. Karierę piłkarską rozpoczął w 2007 w barwach FC Omniworld. W 2008 przeszedł do amatorskiego Quick Boys. W styczniu 2009 wyjechał do Malty, gdzie został piłkarzem Ħamrunu Spartans. Latem 2009 przeniósł się do Birkirkary FC. We wrześniu 2010 jako wolny agent zasilił skład szkockiego Stirling Albion F.C., ale nie strzelił żadnego gola i w 2011 przeszedł do kuwejckiego Al-Salmiya SC. W czerwcu 2011 dołączył do kazachskiego FK Atyrau. W marcu 2012 odszedł do chińskiego Fujian Smart Hero. Latem 2013 wrócił do Europy, gdzie bronił barw niemieckiego klubu Eintracht Trewir. W lipcu 2014 przeniósł się do Dynama Drezno. W sezonie 2015/16 występował w KSV Hessen Kassel. 15 lipca 2016 podpisał kontrakt z ukraińskim klubem Stal Kamieńskie. 10 marca 2017 przeszedł do Bali United Pusam.

## Sukcesy i odznaczenia

### Sukcesy piłkarskie
Birkirkara FC
- mistrz Malty: 2009/10